# Glory of the 80s
Glory of the 80's è un singolo della cantautrice statunitense Tori Amos, pubblicato nel 1999 ed estratto dall'album To Venus and Back.

## Tracce
- Parte 1 Singolo

1. Glory of the 80's - 4:01
2. Famous Blue Raincoat (Live) - 5:24
3. Twinkle (Live) - 2:48

- Parte 2 Singolo

1. Glory of the 80's - 4:01
2. Baker Baker (Live) - 3:53
3. Winter (Live) - 7:01